# Micah Hoffpauir
Pour les articles homonymes, voir Hoffpauir.
James Micah Hoffpauir (né le 1er mars 1980 à Fort Worth, Texas, États-Unis) est un joueur de premier but et voltigeur au baseball. Il joue depuis 2008 en Ligue majeure et est présentement agent libre.

## Carrière
Micah Hoffpauir est d'abord drafté par les Devil Rays de Tampa Bay au 44e tour du repêchage de 2000, mais ne signe pas avec l'équipe. Par conséquent, il est drafté une seconde fois, par les Cubs de Chicago en 13e ronde en 2002. 
Il joue longtemps en ligues mineures et fait ses débuts dans les majeures le 18 mai 2008 à l'âge de 28 ans. Il frappe 25 coups sûrs en 73 présences officielles au bâton, pour une moyenne de ,342 en 33 parties avec les Cubs en 2008. 
Au cours de la saison 2009, il apparaît dans 105 parties et maintient une moyenne de ,239 avec 10 coups de circuit et 35 points produits. Il ne joue que 36 parties en défensive, au poste de voltigeur et de premier but, et est fréquemment employé comme frappeur suppléant.
Il est libéré par les Cubs le 17 novembre 2010.